# 费尔南多·耶罗
费尔南多·耶罗（西班牙語：Fernando Ruiz Hierro，西班牙語發音：[feɾˈnando ˈʝero]，1968年3月23日—）曾是西班牙國家隊總監，是一名已退役的西班牙職業足球員。司職中堅及防守中場，曾是西班牙足球隊皇家馬德里的隊長以及西班牙國家隊的重要主力，為西班牙上陣過89場射入29球及出席過4屆世界盃（1990年，1994年，1998年，2002年）。在效力皇家馬德里期間，曾經替球隊奪得三項歐洲聯賽冠軍盃冠軍，五項西班牙甲組聯賽冠軍等大小獎項。由於希亞路擅長處理死球，所以在西班牙國家隊和皇家馬德里的自由球和十二碼基本上由希亞路負責。

## 生涯

### 出道早期
耶罗首個效力的職業球會是華拉度列，初出茅廬的他負責中場位置，並立即成為正選球員，在1988年3月27日對馬略卡時射入首個入球。翌年協助球會繼1950年後第二度晉身西班牙盃決賽，可惜憑哥迪路(Rafael Gordillo)的入球被皇家馬德里擊敗，正因為希亞路該季表現突出而獲得皇家馬德里垂青。

### 皇家馬德里
希亞路意外地加盟初時已經躋身皇家馬德里的正選行列，即使擁有曉高·山齊士及布達堅奴等多位高手在陣，結果效力首季見證皇家馬德里第二度連續五年勇奪西班牙甲組聯賽冠軍，而他亦成為連續兩年協助球隊晉身西班牙盃決賽，但以零比二不敵巴塞隆拿未能桂冠。基於希亞路及後數年表現突出加上先後幾名主將離隊，入球能力不俗的他一度客串改踢前鋒，1990-91年球季他在聯賽一共射入21球，成為該季聯賽神射手亞軍。
智利前鋒森莫蘭奴的加盟，令他返回防守中場位置，但仍然可以射入13個聯賽入球，同年希亞路第四次出席西班牙盃終於以二比零擊敗皇家薩拉戈薩首奪冠軍。這時皇家馬德里正處於內憂外患，新球員未能承接舊有球員的踢法，另一方面巴塞隆拿、拉科魯尼亞成績愈見出色，經驗十足以及質素較好的他亦移後改任中堅位置與辛捷士共同鞏固後防。1994-95年球季承巴塞隆拿失勢還有森莫蘭奴的回勇為球隊重奪聯賽冠軍，但翌年球隊成績大倒退只取得聯賽第六名，幸好由AC米蘭找來的卡比路為皇家馬德里注入生氣，最後再次壓倒巴塞隆拿成為聯賽冠軍。以當屆聯賽身份參加歐洲聯賽冠軍盃的皇家馬德里，排除萬難晉身歐聯決賽，最後憑米積杜域的越位入球擊敗祖雲達斯協助球隊32年後第七次成為歐洲冠軍。緊接著希亞路再替球隊在2000年及2002年奪得歐洲聯賽冠軍盃，直至2003年他已經年屆35歲。由於在球隊未來方針上跟時任球隊主席的佩雷斯產生嚴重衝突，希亞路不同意球隊過度追求球星/行銷政策，偏離體育競技的本質，同時也替後衛群抱怨球隊過度偏愛中前場球星，使得後衛群的待遇遠遠不及中前場。因此在皇馬主席在皇馬取得2002-03賽季第29座西班牙甲級聯賽冠軍之後兩天，宣佈不再跟希亞路續約，希亞路因此決定離開效力14年的皇家馬德里。

### 卡塔爾
在2003年暑假期間出現一股「掘金潮」，多位前世界級球星（包括巴迪斯圖達、艾芬堡、拿保夫、哥迪奧拿及肯尼基亞）選擇到富裕的中東國家卡塔爾發展，而希亞路亦決定加盟卡塔爾球會赖扬，與前凱沙羅頓球員马里奥·巴斯勒及前曼城球員班拿比亞一同成為隊友。雖然赖扬在聯賽表現一般，但仍協助球隊晉升卡塔爾王子盃決賽，希亞路更於決賽階段射入一球為赖扬第二次奪標。

### 保頓
希亞路離開卡塔爾後重返歐洲大陸繼續發展，得到前皇家馬德里球員麥馬拿文的介紹，最終選擇加盟保頓，並同時宣佈在英格蘭結束其職業足球員生涯。在隊中負責擔任中場位置，作客對諾域治時為球隊頂入效力保頓的唯一一球，2005年5月15日主場以三比二擊敗愛華頓後，希亞路亦正式掛靴，結束長達16年的球員生涯。

## 獎項

### 球會
- 西班牙甲組聯賽冠軍（5次）：1989/90年，1994/95年，1996/97年，2000/01年，2002/03年
- 西班牙盃冠軍（1次）：1992/93年
- 歐洲聯賽冠軍盃冠軍（3次）：1997/98年，1999/00年，2001/02年
- 洲際盃冠軍（2次）：1998年，2002年
- 歐洲超級盃冠軍（1次）：2002年
- 西班牙超級盃冠軍（3次）：1990年，1997年，2001年
- 卡塔爾王子盃冠軍（1次）：2004年

### 個人
- 歐洲足協最佳後衛 ：1997至98年

## 外部連結
- 希亞路上陣聯賽紀錄（soccer-europe） （页面存档备份，存于）
- 希亞路國家隊上陣紀錄（RSSSF）（页面存档备份，存于）